# John Alstermark
Bror John Gunnar Torsten Alstermark, född den 16 februari 1913 i Lund, död den 13 oktober 1994 i Stockholm, var en svensk militär. 
Alstermark blev fänrik vid Hallands regemente 1934 och kapten där 1942. Han genomgick Krigshögskolan 1943–1945, blev kapten i generalstaben 1948 och major där 1952. Alstermark var adjutant hos hertigen av Halland från 1951 och byråchef vid Kungliga järnvägsstyrelsens försvarsbyrå 1952–1959. Han blev överstelöjtnant vid generalstaben 1957, vid Livregementets grenadjärer 1959. Alstermark befordrades till överste 1963. Han var befälhavare vid Bodens-Jokkmokks försvarsområde och kommendant i Bodens fästning 1963–1966 samt befälhavare vid Örebro försvarsområde 1966–1972. Alstermark var direktör för Hotell Foresta 1972–1976. Han blev riddare av Svärdsorden 1953, kommendör av samma orden 1967 och kommendör av första klassen 1971. Alstermark vilar på Galärvarvskyrkogården i Stockholm.